# Ćosinac
Ćosinac is een plaats in de gemeente Pleternica in de Kroatische provincie Požega-Slavonië. De plaats telt 62 inwoners (2001).